# Galotanino
Un galotanino es una clase de molécula que pertenece a los taninos hidrolizables. Los polímeros de galotaninos se forman cuando el ácido gálico, un monómero polifenol, se esterifica y se une con el grupo hidroxilo de un poliol de hidratos de carbono tales como glucosa. 

## Metabolismo
Galato 1-beta-glucosiltransferasa utiliza UDP-glucosa y galato para producir UDP y 1-galoil-beta-D-glucosa. Beta-O-glucogalin galloyltransferasa utiliza 1-O-galoil-beta-D-glucosa para producir D-glucosa y 1-O, 6-O-digaloilo-beta-D-glucosa . Beta-glucogalin tetrakisgalloylglucose-O-galloyltransferase utiliza 1-O-galoil-beta-D-glucosa y 1,2,3,6-tetrakis-O-galoil beta-D-glucosa para el precursor común de los galotaninos y los elagitaninos relacionados.).
Tanasa es una enzima clave en la degradación de los galotaninos que utiliza ácido digálico y H2O para producir ácido gálico. 